# Sabre modèle AN IX de cavalerie légère

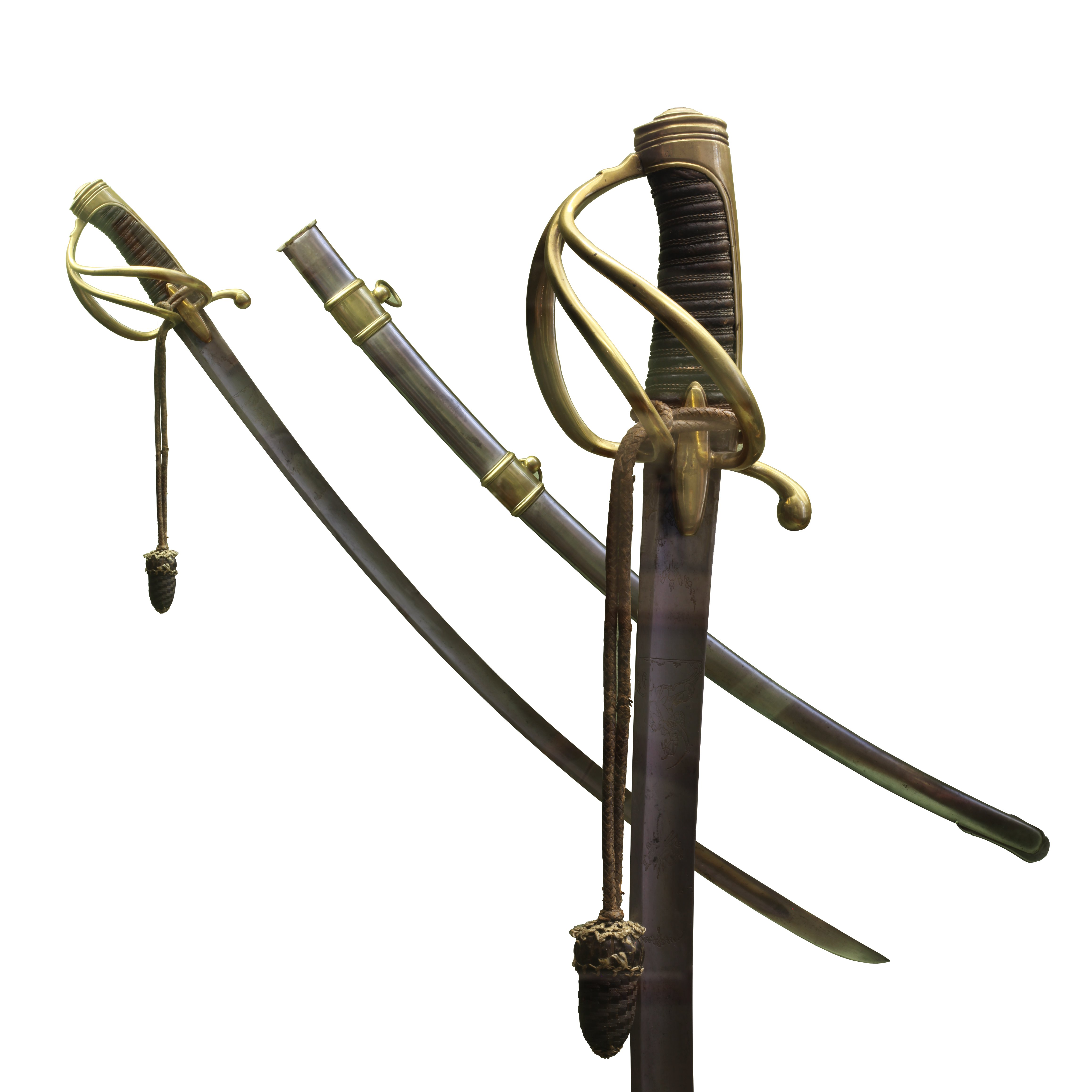
Sabre type AN IX d'officier de cavalerie légère

Le sabre modèle de l'AN IX de cavalerie légère est un sabre français utilisé par la troupe de la cavalerie légère depuis 1800-1801. Il est issu du nouveau plan d'armement de l'an IX qui essaiera de ramener le nombre de sabres réglementaires pour la troupe à quatre modèles : grosse cavalerie, cavalerie légère, dragons, et infanterie.

## Description
Après la période agitée de la révolution, le directoire puis le consulat vont travailler sur un nouveau plan d'armement, pour essayer de réduire le nombre de modèles d'armes en dotation. Dès 1800, le général Gassendi, qui était chef de la division d’Artillerie au ministère de la guerre, est chargé de ce projet.
Le nouveau sabre pour la cavalerie légère, dit de l'an IX, est plutôt innovant : il reprend la monture à la hongroise des anciens sabres en service, mais la main du cavalier est maintenant protégée par une garde à branches, qui était auparavant réservée à la cavalerie lourde. Ce modèle inspirera fortement les modèles suivants de 1816, 1822, et même l'actuel sabre de parade de l'armée française , le modèle 1974-F1. Il va néanmoins se montrer assez fragile, c'est la raison pour laquelle il est modifié en l'an XI, et prend le nouveau nom de sabre modèle de l'an XI de cavalerie légère. Les modifications porteront tout d'abord sur le fourreau, qui sera plus épais pour mieux résister aux chocs des combats, et sur la garde qui sera légèrement plus épaisse.
La lame est fabriquée à la manufacture d'armes de Klingenthal, puis le montage du sabre se fait soit à Klingenthal, soit à la manufacture d'armes de Versailles (le nombre de sabres montés pour ce modèle y est quasiment identique pour chacune).

## Caractéristiques
Il équipa les chasseurs à cheval, les hussards, les lanciers, ainsi que l'artillerie légère.
Caractéristiques réglementaires du modèle de troupe lors de sa mise en service :
- longueur de la lame : 87 cm
- type de lame : lame courbe, un pan creux sur chaque face
- flèche : ≃5,4 cm
- largeur au talon : 3,8 cm
- monture : en laiton, trois branches, avec oreillons
- poignée : bois encordé recouvert de basane, avec demi olive pour la maintenir
- fourreau : tôle d'acier de 0.95 mm d'épaisseur, avec alèses de bois intérieures, deux bracelets de bélière
- poids avec fourreau : 1,65 kg

Il existe une multitude de versions pour officiers, mais non réglementaires, qui sont très répandues. Généralement les montures sont ciselées, filigranées (la demi olive disparait donc), et les lames possèdent des gravures, des dorures, ou autres fantaisies.